# Diode laser à cavité verticale émettant par la surface

Schéma d'une structure VCSEL simple

Une diode laser à cavité verticale émettant par la surface, ou VCSEL [v'ɪxl] (pour l'anglais vertical-cavity surface-emitting laser) est un type de diode laser à semi-conducteur émettant un rayon laser perpendiculairement à la surface, contrairement aux lasers conventionnels à semi-conducteur émettant par la tranche.
Les diodes VCSEL présentent de nombreux avantages sur les lasers émettant par la tranche, en particulier en ce qui concerne le procédé de fabrication :
- les semi-conducteurs émettant par la tranche ne peuvent pas être testés au cours du processus de fabrication puisqu'il faut découper la galette puis monter la partie ainsi découpée, de sorte que si en définitive la diode ne fonctionne pas, par exemple à cause d'un mauvais contact ou des matériaux défectueux, le temps et les matériaux mis en œuvre pour la fabrication sont gâchés ; à l'inverse, dans le cas des VCSEL, on peut tester la galette en cours de fabrication et donc ne retenir que les portions de surface opérationnels ;
- les VCSEL émettant par la couche supérieure, plusieurs dizaines de milliers de diodes peuvent être fabriquées en même temps sur une galette de GaAs de 7,6 cm (3 pouces) ;
- même si la fabrication des VCSEL est plus longue et plus coûteuse, le processus de fabrication étant plus facilement contrôlable, le rendement s'en trouve amélioré.

## Historique
Le premier VCSEL a été présenté en 1979 par Soda, Iga, Kitahara et Suematsu, mais il a fallu attendre 1989 pour voir des dispositifs dont le courant de seuil était inférieur à 1 mA. En 2005, les VCSEL ont déjà remplacé les lasers émettant par la tranche pour les applications de communication par fibre optique à courte portée telles que les protocoles Gigabit Ethernet et Fibre Channel.

## Structure

Structure d'un VCSEL réel (ici, émettant vers le bas)

Le résonateur laser est constitué de deux miroirs de Bragg parallèles à la surface de la galette, et, entre eux, d'une région active constituée d'un ou plusieurs puits quantiques permettant la génération du faisceau laser. Les miroirs de Bragg sont faits de couches alternant haut et bas indices de réfraction. L'épaisseur de chaque couche est du quart de la longueur d'onde du laser dans le matériau, permettant ainsi d'obtenir un facteur de réflexion supérieur à 99 %. Dans les VCSEL, des miroirs à haut facteur de réflexion sont nécessaires pour compenser la faible longueur du milieu amplificateur.
Dans la plupart des VCSEL, les miroirs supérieurs et inférieurs sont des matériaux dopés respectivement de type p et n, formant une jonction P-N. Dans certains VCSEL plus complexes, les régions p et n peuvent être enterrées entre les miroirs de Bragg ; cela implique un procédé plus complexe pour réaliser le contact électrique avec le milieu amplificateur, mais limite les pertes électriques dans les miroirs de Bragg.
Des recherches sont menées sur des systèmes VCSEL utilisant des matériaux nouveaux. Dans ce cas, le milieu amplificateur peut être pompé par une source lumineuse externe de plus courte longueur d'onde (en général, un autre laser). Cela permet de présenter le fonctionnement d'un VCSEL sans y ajouter le problème de réalisation de bonnes performances électriques. Cependant, ces dispositifs ne sont pas transposables à la plupart des applications courantes.

## Matériaux

### Entre650nmet1 300nm
Les VCSEL permettant d'obtenir des faisceaux de longueur d'onde comprise entre 650 nm et 1 300 nm sont en général fabriqués sur des wafers d'arséniure de gallium (GaAs). Les miroirs de Bragg sont composés d'une alternance de couches de GaAs et d'arséniure d'aluminium-gallium (AlxGa(1-x)As). L'alternance GaAs/AlGaAs est intéressante pour la construction de VCSEL, car la constante de réseau du matériau varie peu lorsque la composition change, permettant ainsi la croissance épitaxiale de multiples couches sur substrat GaAs avec accord de maille. Par contre, l'indice de réfraction de l'AlGaAs varie fortement en fonction de la fraction volumique d'aluminium : cela permet de minimiser le nombre de couches requises pour obtenir un miroir de Bragg efficace (en comparaison avec d'autres matériaux). De plus, pour de fortes concentrations d'aluminium, il est possible de former un oxyde d'AlGaAs, pouvant servir à limiter le courant dans un VCSEL, permettant ainsi d'utiliser de très faibles courants de seuil.[réf. souhaitée]

### Au-delà de1 300nm
Des dispositifs permettant d'obtenir des faisceaux entre 1 300 nm et 2 000 nm existent, constitués de phosphure d'indium au moins pour leur milieu amplificateur. 
Les VCSEL fournissant des faisceaux de longueur d'onde encore plus grande ne sont en 2005 qu'au stade expérimental, et sont en général pompés optiquement.

## Structures VCSEL particulières
- VCSEL possédant plusieurs régions actives (milieux amplificateurs).
- VCSEL à jonction tunnel : en utilisant une jonction tunnel (n+p+), on peut construire une configuration n-n+p+-p-i-n électriquement avantageuse, qui peut influencer bénéfiquement d'autres éléments (par exemple sous forme de jonction tunnel enterrée).
- VCSEL largement ajustables grâce à des micromiroirs électromécaniques.
- VCSEL sur galettes collées ou fondues : combinaison de matériaux semi-conducteurs pouvant être fabriqués sur des galettes de différente nature chimique.
- VCSEL monolithiques pompés optiquement : structure composée de deux VCSEL tête-bêche, l'un pompant optiquement l'autre.
- VCSEL avec diode de contrôle longitudinale intégrée : une photodiode est intégrée sous le miroir arrière du VCSEL.
- VCSEL avec diode de contrôle transversale intégrée : par une gravure adaptée de la galette comprenant le VCSEL, il est possible de fabriquer une photodiode résonante permettant de mesurer l'intensité lumineuse d'un VCSEL voisin.
- VCSEL à cavité externe, également appelésVECSEL pour vertical-external-cavity surface-emitting laser, ou laser à disque semi-conducteur. Cette configuration permet de pomper une plus grande zone du dispositif, et ainsi d'extraire plus de puissance (jusqu'à 30 W). L'utilisation d'une cavité externe autorise également des techniques telles que le doublage de fréquence, les opérations simples sur des fréquences et les impulsions femtoseconde en mode bloqué.
- BiVCSEL : qui comprend 2 cavités couplées
- TriVCSEL : 3 cavités[1].

## Particularités
Comme les VCSEL émettent par la surface, ils peuvent être testés directement sur la galette, avant d'être découpés en dispositifs individuels. Cela réduit leur coût de fabrication, et permet également de les produire de façon matricielle.
La grande ouverture de sortie des VCSEL, par comparaison avec la plupart des lasers émettant par la tranche, produit un angle de divergence du faisceau plus petit. Ainsi, il est possible de connecter un VCSEL à une fibre optique avec une haute efficacité de couplage.
Le fort coefficient de réflexion des miroirs de Bragg réduit le courant de seuil des VCSEL, ce qui abaisse leur consommation électrique. Par contre, les VCSEL émettent à des puissances plus faibles que les lasers émettant par la tranche. Le faible courant de seuil permet également d'obtenir des bandes passantes à forte modulation intrinsèque.
La longueur d'onde des VCSEL peut être ajustée (à l'intérieur de la plage de gain du milieu amplificateur) en modifiant l'épaisseur des couches formant les miroirs de Bragg.
Enfin, alors que les premiers VCSEL émettaient en modes longitudinaux multiples ou en mode filament, il est courant en 2005 de rencontrer des VCSEL monomodes.

## Applications
- Transmission de données par fibre optique
- Transmission de signal large-bande analogique
- Spectroscopie d'absorption (TDLAS)
- Imprimantes laser
- Souris optique
- Imagerie active térahertz
- LIDAR à l'état solide